# Vierzon Football Club
Maillots
Actualités
| \| Vierzon \| Le club est basé à · Vierzon dans le Cher. |
| Vierzon                                                  |

Le Vierzon Football Club est un club de football français situé à Vierzon dans le département du Cher en région Centre-Val de Loire. Le VFC est fondé en 2015 de la fusion de deux clubs locaux, l’Églantine vierzonnaise et le Vierzon Foot 18, lui-même issu du rapprochement du Stade vierzonnais et du FC Vierzon en 2001.
Le Vierzon Foot 18 passe quatre saisons en CFA 2 dans les années 2000 puis 2010. Depuis 2017, le Vierzon FC évolue en National 3. Il monte en National 2 en 2022.

## Histoire

### Genèse: football à Vierzon
Le 9 novembre 1935, l'« Églantine rouge de Vierzon-Villages » naît et est placée sous le patronage de la municipalité. Son nom est dû au fait que la ville de Vierzon est séparée en deux depuis 1791. Les buts principaux sont la pratique de la gymnastique et l'enseignement de la musique en clique. Entre 1936 et 1938, le club remporte la Coupe du Cher des travaillistes, avec une équipe formée essentiellement d'instituteurs. En 1938, l'Églantine fusionne avec les autres clubs de la ville, réunifiée depuis un an : l'« Étoile cycliste » et le « Boxing Club ». Elle devient l'« Églantine vierzonnaise », aux couleurs rouge et jaune. Cette société omnisports est affiliée à la  FSGT, constituée de sections indépendantes pour la pratique des sports comme activité principale,.
En 1937, le « Club athlétique de la jeunesse ouvrière » (CAJO) est fondé, par l'abbé Chavet et comporte initialement trois sections,,.
Au début des années 1990, la ville compte cinq clubs pour 40 000 habitants : le Stade vierzonnais, l'Églantine, le CAJO, l'Étoile portugaise et SL Chaillot. Il est question de voir le Stade, le club phare, et l'Églantine, considérée pour son travail de formation, s'unir. Mais l'éparpillement des installations sportives apparait comme un frein pour rassembler les 500 licenciés sous les mêmes couleurs. Les membres de l'Églantine rejettent le projet. En 1991, une autre fusion a bien lieu : la section football du CAJO fusionne avec l'Étoile portugaise pour donner naissance au FC Vierzon,.
Jusqu'alors, le meilleur club de l'histoire de la sous-préfecture du Cher est le Stade vierzonnais, qui dispute onze saisons en Division d'honneur de la Ligue du Centre, de 1973 à 1979 et de 1991 à 1996.
À partir de 1998, Mohamed Farhan est l'entraîneur du FC Vierzon. Il prend l'équipe en Promotion d'honneur et le fait monter en Division d'honneur en 1999. En 2001, le FC Vierzon fusionne avec le Stade, créant le « Vierzon Foot 18 »,,,.
Le VF18 est une réussite sportive puisque, à partir de 2000 et toujours sous la direction de Fahran, Vierzon est représenté chaque saison au plus haut niveau régional et dispute quatre saisons en CFA 2. En effet, lors de la saison 2004-2005, le club termine vice-champion de DH Centre, synonyme d'accession en CFA 2, après une victoire à Saumur (2-1) en match de barrage. De plus, il remporte sa cinquième Coupe du Cher en six ans et la quatrième consécutive. Dès sa première année en cinquième division, le VF18 se classe troisième. Le club ne peut se maintenir l'exercice suivant,. Fahran quitte alors le club pour garder son poste d'entraîneur, mais chez l'Églantine de Vierzon.
En juin 2010, le Vierzon F18 remporte le titre de champion du Centre sous la gestion de Franck Sanson et une deuxième accession en CFA 2. Le club y passe deux nouvelles saisons,.
Durant cette période, l'Églantine et son entraîneur Mohamed Fahran remonte saison après saison, de Promotion de Ligue (4e division régionale) en 2006 jusqu'en DH en 2015.

### Vierzon FC (depuis 2015)
Un projet de fusion, déjà exprimé depuis deux ans, voit le jour en mi-juin 2015 entre l'Églantine vierzonnaise et du Vierzon Foot 18, alors que les deux clubs ont terminé respectivement troisième et sixième de DH Centre. Le nom de Vierzon FC est choisi,. L'objectif annoncé par le nouveau président est « l'accession en CFA 2 dans les trois ans. On veut offrir un football de niveau national à Vierzon avec le CFA 2 à l'horizon 2018 ».
Au bout de six mois, le VFC est devenu le second club le plus important de la Ligue du Centre en nombre de licenciés (596 membres), derrière le Tours FC (637). Trois équipes jeunes montent en régional selon les souhaits du président d'« être représenté au plus haut niveau régional dans toutes les catégories ». Au terme de la saison, le club est vice-champion de DH et finaliste de la Coupe du Cher, battu 0-1 par l'équipe réserve du Bourges 18. Pour autant, l'entraîneur Sener Atila démissionne.
Lors de l'exercice 2016-2017, le VFC termine onzième de Division d'honneur. Il est le dernier club retenu pour intégrer le nouveau National 3 (ex-CFA 2) et ses poules régionales.
Au terme de la saison 2017-2018, la troisième de son histoire, le club remporte sa première Coupe du Centre, la première pour un club de la ville. Le VFC est aussi l'auteur de son meilleur parcours en Coupe de France (7e tour). En championnat de N3, les Vierzonnais se maintiennent confortablement avec la huitième place et déclarent viser le top 5 en 2018-2019.
Au terme de l'exercice 2021-2022, le VFC remporte le groupe Centre-Val de Loire de National 3 et accède pour la première fois en quatrième division (N2).
Début février 2023, lanterne rouge du groupe D de National 2, les joueurs entraînés par Davy Merabti mettent fin à cinq mois sans victoire en championnat. En parallèle, ils se qualifient pour le premier huitième de finale de Coupe de France de son histoire face à Grenoble.

## Résultats sportifs

### Palmarès et trophées
Le palmarès du Vierzon Foot 18 est constitué de quatre Coupes du Cher, et d'un titre de champion de DH Centre en 2010. Il est le second club le plus titré de la ville dans cette compétition derrière son prédécesseur, le Stade vierzonnais (cinq titres).
En 2018, le nouveau Vierzon FC remporte la première Coupe Centre-Val de Loire de la ville.
| Palmarès des clubs successifs de Vierzon                                                                                                 | Palmarès des clubs successifs de Vierzon                                                                       | Palmarès des clubs successifs de Vierzon                                    |
| Compétitions nationales | Compétitions régionales                                                                                        | Compétitions départementales                                                |
| Églantine vierzonnaise (1935-2015) | Églantine vierzonnaise (1935-2015)                                                                             | Églantine vierzonnaise (1935-2015)                                          |
| --- | --- | --------------------------------------------------------------------------- |
| | | Coupe du Cher (2) - Vainqueur : 2009 et 2010                                |
| CAJO Vierzon (1937-1991) | |                                                                             |
| | | Coupe du Cher (1) - Vainqueur : 1981                                        |
| Stade vierzonnais (?-2001) | |                                                                             |
| | | Coupe du Cher (5) - Vainqueur : 1946, 1971, 1975, 1990 et 1991              |
| FC Vierzon (1991-2001) | |                                                                             |
| | | Coupe du Cher (1) - Vainqueur : 2000 - Finaliste : 2001                     |
| Vierzon Foot 18 (2001-2015) | |                                                                             |
| Coupe de France - meilleure performance : 8e tour en 2010-2011 CFA 2 - meilleure performance : 3e de groupe en 2005-2006                 | Division d'honneur Centre (1) - Champion : 2010 - Vice-champion : 2005 et 2009                                 | Coupe du Cher (4) - Vainqueur : 2002, 2003, 2004 et 2006 - Finaliste : 2013 |
| Vierzon Football Club (depuis 2015) | |                                                                             |
| Coupe de France - meilleure performance : huitième de finale en 2022-2023 National 3 - meilleure performance : 8e de groupe en 2017-2018 | Division d'honneur Centre-Val de Loire - Vice-champion : 2016 Coupe Centre-Val de Loire (1) - Vainqueur : 2018 | Coupe du Cher - Finaliste : 2016                                            |

### Bilan par compétition

#### Championnats
| Championnat              | Saisons | J   | V  | N  | D  | Bp  | Bc  |
| ------------------------ | ------- | --- | -- | -- | -- | --- | --- |
| Championnat de France    | 0       | -   | -  | -  | -  | -   | -   |
| Championnat de France D2 | 0       | -   | -  | -  | -  | -   | -   |
| Championnat de France D3 | 0       | -   | -  | -  | -  | -   | -   |
| Championnat de France D4 | 0       | -   | -  | -  | -  | -   | -   |
| Championnat de France D5 | 5       | 144 | 47 | 42 | 55 | 173 | 197 |
| National 3 (depuis 2017) | 1       | 26  | 8  | 10 | 8  | 36  | 29  |
| CFA 2                    | 4       | 118 | 39 | 32 | 47 | 137 | 168 |

### Parcours en championnat

#### Coupe de France
Le Vierzon FC participe à la Coupe de France, créée en 1917 et organisée par la Fédération française de football. Il ne connaît aucun long parcours. Sa meilleure performance est un huitième de finale en 2022-2023 et une élimination 1-0 à Grenoble (L2).
Avant la fusion de 2015, le Vierzon Foot 18 atteint le 8e tour en 2010-2011.
| Coupe                                                                            | V | F | 1/2 | 1/4 | 1/8 | 1/16 | 1/32 | 8e t | 7e t | 6e t | 5e t | 4e t | 3e t | 2e t |
| -------------------------------------------------------------------------------- | - | - | --- | --- | --- | ---- | ---- | ---- | ---- | ---- | ---- | ---- | ---- | ---- |
| Coupe de France                                                                  | - | - | -   | -   | -   | -    | -    | 1    | 2    | 1    | -    | 3    | -    | -    |
| Les données ne sont connues que depuis la saison 2010-2011, et pas en 2015-2016. |   |   |     |     |     |      |      |      |      |      |      |      |      |      |

### Bilan par saison
| Bilan par saison en Division d'honneur ou supérieur, | Bilan par saison en Division d'honneur ou supérieur, | Bilan par saison en Division d'honneur ou supérieur, | Bilan par saison en Division d'honneur ou supérieur, | Bilan par saison en Division d'honneur ou supérieur, | Bilan par saison en Division d'honneur ou supérieur, | Bilan par saison en Division d'honneur ou supérieur, | Bilan par saison en Division d'honneur ou supérieur, | Bilan par saison en Division d'honneur ou supérieur, | Bilan par saison en Division d'honneur ou supérieur, | Bilan par saison en Division d'honneur ou supérieur, | Bilan par saison en Division d'honneur ou supérieur, | Bilan par saison en Division d'honneur ou supérieur, |
| Saison                                               | Division                                             | Championnat                                          | Championnat                                          | Championnat                                          | Championnat                                          | Championnat                                          | Championnat                                          | Championnat                                          | Championnat                                          | Championnat                                          | Coupe de France                                      | Entraîneur                                           |
| Saison                                               | Division                                             | Class.                                               | Pts                                                  | J                                                    | G                                                    | N                                                    | P                                                    | Bp                                                   | Bc                                                   | Diff                                                 | Coupe de France                                      | Entraîneur                                           |
| Stade vierzonnais                                    | Stade vierzonnais                                    | Stade vierzonnais                                    | Stade vierzonnais                                    | Stade vierzonnais                                    | Stade vierzonnais                                    | Stade vierzonnais                                    | Stade vierzonnais                                    | Stade vierzonnais                                    | Stade vierzonnais                                    | Stade vierzonnais                                    | Stade vierzonnais                                    | Stade vierzonnais                                    |
| ---------------------------------------------------- | ---------------------------------------------------- | ---------------------------------------------------- | ---------------------------------------------------- | ---------------------------------------------------- | ---------------------------------------------------- | ---------------------------------------------------- | ---------------------------------------------------- | ---------------------------------------------------- | ---------------------------------------------------- | ---------------------------------------------------- | ---------------------------------------------------- | ---------------------------------------------------- |
| 1973-1974                                            | DH Centre                                            | 9e/12                                                | 39 pts                                               | 22                                                   | 7                                                    | 4                                                    | 11                                                   | 30                                                   | 38                                                   | -8                                                   |                                                      |                                                      |
| 1974-1975                                            | DH Centre                                            | 3e/12                                                | 46 pts                                               | 22                                                   | 9                                                    | 6                                                    | 7                                                    | 42                                                   | 34                                                   | 8                                                    |                                                      |                                                      |
| 1975-1976                                            | DH Centre                                            | 8e/12                                                | 41 pts                                               | 22                                                   | 5                                                    | 9                                                    | 8                                                    | 26                                                   | 32                                                   | -6                                                   |                                                      | Christian Teinturier                                 |
| 1976-1977                                            | DH Centre                                            | 7e/12                                                | 43 pts                                               | 22                                                   | 8                                                    | 5                                                    | 9                                                    | 27                                                   | 33                                                   | -6                                                   |                                                      |                                                      |
| 1977-1978                                            | DH Centre                                            | 9e/12                                                | 38 pts                                               | 22                                                   | 6                                                    | 4                                                    | 12                                                   | 16                                                   | 38                                                   | -22                                                  |                                                      |                                                      |
| 1978-1979                                            | DH Centre                                            | 12e/12                                               | 32 pts                                               | 22                                                   | 1                                                    | 8                                                    | 13                                                   | 24                                                   | 49                                                   | -25                                                  |                                                      |                                                      |
| ...                                                  | ?                                                    |                                                      |                                                      |                                                      |                                                      |                                                      |                                                      |                                                      |                                                      |                                                      |                                                      |                                                      |
| 1991-1992                                            | DH Centre                                            | 5e/11                                                | 40 pts                                               | 20                                                   | 6                                                    | 8                                                    | 6                                                    | 31                                                   | 40                                                   | -9                                                   |                                                      |                                                      |
| 1992-1993                                            | DH Centre                                            | 6e/12                                                | 41 pts                                               | 22                                                   | 7                                                    | 5                                                    | 10                                                   | 35                                                   | 50                                                   | -15                                                  |                                                      |                                                      |
| 1993-1994                                            | DH Centre                                            | 6e/12                                                | 45 pts                                               | 22                                                   | 9                                                    | 5                                                    | 8                                                    | 34                                                   | 31                                                   | 3                                                    |                                                      |                                                      |
| 1994-1995                                            | DH Centre                                            | 7e/12                                                | 43 pts                                               | 22                                                   | 8                                                    | 5                                                    | 9                                                    | 32                                                   | 36                                                   | -4                                                   |                                                      |                                                      |
| 1995-1996                                            | DH Centre                                            | 14e/14                                               | 34 pts                                               | 26                                                   | 1                                                    | 5                                                    | 20                                                   | 11                                                   | 75                                                   | -64                                                  |                                                      |                                                      |
| ...                                                  | ?                                                    |                                                      |                                                      |                                                      |                                                      |                                                      |                                                      |                                                      |                                                      |                                                      |                                                      |                                                      |
| FC Vierzon                                           |                                                      |                                                      |                                                      |                                                      |                                                      |                                                      |                                                      |                                                      |                                                      |                                                      |                                                      |                                                      |
| 1999-2000                                            | DH Centre                                            | 7e/14                                                | 60 pts                                               | 26                                                   | 8                                                    | 10                                                   | 8                                                    | 34                                                   | 35                                                   | -1                                                   |                                                      | Mohamed Farhan                                       |
| 2000-2001                                            | DH Centre                                            | 7e/14                                                | 60 pts                                               | 26                                                   | 8                                                    | 10                                                   | 8                                                    | 33                                                   | 30                                                   | 3                                                    |                                                      | Mohamed Farhan                                       |
| Vierzon Foot 18                                      |                                                      |                                                      |                                                      |                                                      |                                                      |                                                      |                                                      |                                                      |                                                      |                                                      |                                                      |                                                      |
| 2001-2002                                            | DH Centre                                            | 5e/14                                                | 62 pts                                               | 26                                                   | 11                                                   | 4                                                    | 11                                                   | 32                                                   | 35                                                   | -3                                                   |                                                      | Mohamed Farhan                                       |
| 2002-2003                                            | DH Centre                                            | 6e/14                                                | 61 pts                                               | 26                                                   | 9                                                    | 8                                                    | 9                                                    | 49                                                   | 43                                                   | 6                                                    |                                                      | Mohamed Farhan                                       |
| 2003-2004                                            | DH Centre                                            | 9e/14                                                | 57 pts                                               | 26                                                   | 9                                                    | 4                                                    | 13                                                   | 41                                                   | 49                                                   | -8                                                   |                                                      | Mohamed Farhan                                       |
| 2004-2005                                            | DH Centre                                            | 2e/14                                                | 83 pts                                               | 26                                                   | 17                                                   | 6                                                    | 3                                                    | 48                                                   | 21                                                   | 27                                                   |                                                      | Mohamed Farhan                                       |
| 2005-2006                                            | CFA 2 - Grp. G                                       | 3e/16                                                | 80                                                   | 30                                                   | 14                                                   | 8                                                    | 8                                                    | 37                                                   | 27                                                   | 10                                                   |                                                      | Mohamed Farhan                                       |
| 2006-2007                                            | CFA 2 - Grp. F                                       | 15e/16                                               | 59                                                   | 30                                                   | 6                                                    | 11                                                   | 13                                                   | 23                                                   | 38                                                   | -15                                                  |                                                      | Mohamed Farhan                                       |
| 2007-2008                                            | DH Centre                                            | 7e/14                                                | 59 pts                                               | 26                                                   | 8                                                    | 9                                                    | 9                                                    | 22                                                   | 28                                                   | -6                                                   |                                                      |                                                      |
| 2008-2009                                            | DH Centre                                            | 2e/14                                                | 75 pts                                               | 26                                                   | 15                                                   | 4                                                    | 7                                                    | 50                                                   | 38                                                   | 12                                                   |                                                      |                                                      |
| 2009-2010                                            | DH Centre                                            | 1er/14                                               | 82 pts                                               | 26                                                   | 17                                                   | 5                                                    | 4                                                    | 48                                                   | 21                                                   | 27                                                   |                                                      | Franck Sanson                                        |
| 2010-2011                                            | CFA 2 - Grp. G                                       | 7e/16                                                | 64                                                   | 28                                                   | 10                                                   | 6                                                    | 12                                                   | 34                                                   | 55                                                   | -21                                                  | 8e tour                                              | Sanson puis Croze                                    |
| 2011-2012                                            | CFA 2 - Grp. D                                       | 13e/16                                               | 64                                                   | 30                                                   | 9                                                    | 7                                                    | 14                                                   | 43                                                   | 48                                                   | -5                                                   | 6e tour                                              | Fabien Croze                                         |
| 2012-2013                                            | DH Centre                                            | 6e/14                                                | 61 pts                                               | 26                                                   | 10                                                   | 5                                                    | 11                                                   | 36                                                   | 42                                                   | -6                                                   | 4e tour                                              | Fabien Croze                                         |
| 2013-2014                                            | DH Centre                                            | 6e/14                                                | 64 pts                                               | 26                                                   | 10                                                   | 8                                                    | 8                                                    | 36                                                   | 38                                                   | -2                                                   | 4e tour                                              | Sener Atila                                          |
| 2014-2015                                            | DH Centre                                            | 6e/14                                                | 64 pts                                               | 26                                                   | 10                                                   | 8                                                    | 8                                                    | 45                                                   | 34                                                   | 11                                                   | 7e tour                                              | Sener Atila                                          |
| Vierzon FC                                           |                                                      |                                                      |                                                      |                                                      |                                                      |                                                      |                                                      |                                                      |                                                      |                                                      |                                                      |                                                      |
| 2015-2016                                            | DH Centre                                            | 2e/14                                                |                                                      |                                                      |                                                      |                                                      |                                                      |                                                      |                                                      |                                                      |                                                      | Sener Atila                                          |
| 2016-2017                                            | DH Centre                                            | 11e/14                                               |                                                      |                                                      |                                                      |                                                      |                                                      |                                                      |                                                      |                                                      | 4e tour                                              | Igor Dumon                                           |
| 2017-2018                                            | National 3 Centre                                    | 8e/14                                                | 34 pts                                               | 26                                                   | 8                                                    | 10                                                   | 8                                                    | 36                                                   | 29                                                   | 7                                                    | 7e tour                                              | Davy Merabti                                         |
| 2018-2019                                            | National 3 Centre                                    | 5e/14                                                | 42 pts                                               | 26                                                   | 11                                                   | 9                                                    | 6                                                    | 36                                                   | 23                                                   | +13                                                  |                                                      | Davy Merabti                                         |
| 2019-2020                                            | National 3 Centre                                    | 9e/14                                                | 26 pts                                               | 18                                                   | 7                                                    | 5                                                    | 6                                                    | 29                                                   | 26                                                   | +3                                                   |                                                      |                                                      |

## Identité et image

### Historiques des noms et fusions
L'« Églantine rouge de Vierzon-Village » naît le 9 novembre 1935. En 1938, elle fusionne avec le « Boxing Club » et l'« Églantine rouge » pour devenir l'« Églantine vierzonnaise »,.
En 1937, le « Club athlétique de la jeunesse ouvrière » (CAJO) est fondé. En 1991, la section football du CAJO fusionne avec l'Étoile portugaise de Vierzon pour donner naissance au FC Vierzon. Ce dernier fusionne avec le Stade vierzonnais dix ans plus tard, créant le Vierzon Foot 18,,.
En 2015, l'Églantine vierzonnaise et le Vierzon Foot 18 s'associent pour créer le Vierzon FC.
| \| Boxing Club (jusqu'en 1938) \| Boxing Club (jusqu'en 1938) \| Boxing Club (jusqu'en 1938) \| Boxing Club (jusqu'en 1938) \| Boxing Club (jusqu'en 1938) \| Boxing Club (jusqu'en 1938) \| \| \| Églantine rouge Vierzon-Villages (1935-1938) \| Églantine rouge Vierzon-Villages (1935-1938) \| Églantine rouge Vierzon-Villages (1935-1938) \| Églantine rouge Vierzon-Villages (1935-1938) \| Églantine rouge Vierzon-Villages (1935-1938) \| Églantine rouge Vierzon-Villages (1935-1938) \| \| \| Étoile cycliste (jusqu'en 1938) \| Étoile cycliste (jusqu'en 1938) \| Étoile cycliste (jusqu'en 1938) \| Étoile cycliste (jusqu'en 1938) \| Étoile cycliste (jusqu'en 1938) \| Étoile cycliste (jusqu'en 1938) \| \| \| \| \| \| \| \| \| \| \| \| \| \| \| \| \| \| \| \| \| \| \| \| \| \| Boxing Club (jusqu'en 1938) \| Boxing Club (jusqu'en 1938) \| Boxing Club (jusqu'en 1938) \| Boxing Club (jusqu'en 1938) \| Boxing Club (jusqu'en 1938) \| Boxing Club (jusqu'en 1938) \| \| \| Églantine rouge Vierzon-Villages (1935-1938) \| Églantine rouge Vierzon-Villages (1935-1938) \| Églantine rouge Vierzon-Villages (1935-1938) \| Églantine rouge Vierzon-Villages (1935-1938) \| Églantine rouge Vierzon-Villages (1935-1938) \| Églantine rouge Vierzon-Villages (1935-1938) \| \| \| Étoile cycliste (jusqu'en 1938) \| Étoile cycliste (jusqu'en 1938) \| Étoile cycliste (jusqu'en 1938) \| Étoile cycliste (jusqu'en 1938) \| Étoile cycliste (jusqu'en 1938) \| Étoile cycliste (jusqu'en 1938) \| \| \| \| \| \| \| \| \| \| \| \| \| \| \| \| \| \| \| \| \| \| \| \| \| \| \| \| \| \| \| \| \| \| \| \| \| \| \| \| \| \| \| \| \| \| \| \| \| \| \| \| \| \| \| \| \| \| \| \| \| \| \| \| \| \| \| \| \| \| \| \| \| \| \| \| \| \| \| \| \| Églantine vierzonnaise (1938-2015) \| Églantine vierzonnaise (1938-2015) \| Églantine vierzonnaise (1938-2015) \| Églantine vierzonnaise (1938-2015) \| Églantine vierzonnaise (1938-2015) \| Églantine vierzonnaise (1938-2015) \| \| \| \| \| CAJO Vierzon (1937-1991) \| CAJO Vierzon (1937-1991) \| CAJO Vierzon (1937-1991) \| CAJO Vierzon (1937-1991) \| CAJO Vierzon (1937-1991) \| CAJO Vierzon (1937-1991) \| \| \| Étoile portugaise (jusqu'en 1991) \| Étoile portugaise (jusqu'en 1991) \| Étoile portugaise (jusqu'en 1991) \| Étoile portugaise (jusqu'en 1991) \| Étoile portugaise (jusqu'en 1991) \| Étoile portugaise (jusqu'en 1991) \| \| \| \| \| \| \| \| \| \| \| \| \| \| \| \| \| \| \| \| \| \| \| \| Églantine vierzonnaise (1938-2015) \| Églantine vierzonnaise (1938-2015) \| Églantine vierzonnaise (1938-2015) \| Églantine vierzonnaise (1938-2015) \| Églantine vierzonnaise (1938-2015) \| Églantine vierzonnaise (1938-2015) \| \| \| \| \| CAJO Vierzon (1937-1991) \| CAJO Vierzon (1937-1991) \| CAJO Vierzon (1937-1991) \| CAJO Vierzon (1937-1991) \| CAJO Vierzon (1937-1991) \| CAJO Vierzon (1937-1991) \| \| \| Étoile portugaise (jusqu'en 1991) \| Étoile portugaise (jusqu'en 1991) \| Étoile portugaise (jusqu'en 1991) \| Étoile portugaise (jusqu'en 1991) \| Étoile portugaise (jusqu'en 1991) \| Étoile portugaise (jusqu'en 1991) \| \| \| \| \| \| \| \| \| \| \| \| \| \| \| \| \| \| \| \| \| \| \| \| \| \| \| \| \| \| \| \| \| \| \| \| \| \| \| \| \| \| \| \| \| \| \| \| \| \| \| \| \| \| \| \| \| \| \| \| \| \| \| \| \| \| \| \| \| \| \| \| \| \| \| \| \| \| \| \| \| FC Vierzon (1991-2001) \| FC Vierzon (1991-2001) \| FC Vierzon (1991-2001) \| FC Vierzon (1991-2001) \| FC Vierzon (1991-2001) \| FC Vierzon (1991-2001) \| \| \| Stade vierzonnais (jusqu'en 2001) \| Stade vierzonnais (jusqu'en 2001) \| Stade vierzonnais (jusqu'en 2001) \| Stade vierzonnais (jusqu'en 2001) \| Stade vierzonnais (jusqu'en 2001) \| Stade vierzonnais (jusqu'en 2001) \| \| \| \| \| \| \| \| \| \| \| \| \| \| \| \| \| \| \| \| \| \| \| \| \| \| \| \| \| \| \| \| \| \| FC Vierzon (1991-2001) \| FC Vierzon (1991-2001) \| FC Vierzon (1991-2001) \| FC Vierzon (1991-2001) \| FC Vierzon (1991-2001) \| FC Vierzon (1991-2001) \| \| \| Stade vierzonnais (jusqu'en 2001) \| Stade vierzonnais (jusqu'en 2001) \| Stade vierzonnais (jusqu'en 2001) \| Stade vierzonnais (jusqu'en 2001) \| Stade vierzonnais (jusqu'en 2001) \| Stade vierzonnais (jusqu'en 2001) \| \| \| \| \| \| \| \| \| \| \| \| \| \| \| \| \| \| \| \| \| \| \| \| \| \| \| \| \| \| \| \| \| \| \| \| \| \| \| \| \| \| \| \| \| \| \| \| \| \| \| \| \| \| \| \| \| \| \| \| \| \| \| \| \| \| \| \| \| \| \| \| \| \| \| \| \| \| \| \| \| Vierzon Foot 18 (2001-2015) N° 549387 \| \| \| \| \| \| \| \| \| \| \| \| \| \| \| \| \| \| \| \| \| \| \| \| \| \| \| \| \| \| \| \| \| \| \| \| \| \| \| \| \| \| \| \| \| \| \| \| \| \| \| \| \| \| \| \| \| \| \| \| \| \| \| \| \| \| \| \| \| \| \| \| \| \| \| \| \| \| \| \| \| \| \| \| \| \| \| \| \| \| \| \| \| \| \| \| \| \| \| \| \| \| \| \| \| \| \| \| \| \| \| \| \| \| \| \| \| \| \| \| \| \| \| \| \| \| \| \| \| \| \| \| \| \| \| Vierzon FC (depuis 2015) N° 581331 \| \| \| \| \| \| \| \| \| \| \| \| \| \| \| \| \| \| \| \| \| \| \| \| \| \| \| \| \| \| \| \| \| \| |                             |                             |                             |                             |                             |  |  |                                              |                                              |                                              |                                              |                                              |                                              |  |  |                                 |                                 |                                       |                                 |                                 |                                 |                          |                          |  |  |                                   |                                   |                                   |                                   |                                   |                                   |  |  |  |  |  |  |  |  |  |  |  |  |  |  |
| Boxing Club (jusqu'en 1938) | Boxing Club (jusqu'en 1938) | Boxing Club (jusqu'en 1938) | Boxing Club (jusqu'en 1938) | Boxing Club (jusqu'en 1938) | Boxing Club (jusqu'en 1938) |  |  | Églantine rouge Vierzon-Villages (1935-1938) | Églantine rouge Vierzon-Villages (1935-1938) | Églantine rouge Vierzon-Villages (1935-1938) | Églantine rouge Vierzon-Villages (1935-1938) | Églantine rouge Vierzon-Villages (1935-1938) | Églantine rouge Vierzon-Villages (1935-1938) |  |  | Étoile cycliste (jusqu'en 1938) | Étoile cycliste (jusqu'en 1938) | Étoile cycliste (jusqu'en 1938)       | Étoile cycliste (jusqu'en 1938) | Étoile cycliste (jusqu'en 1938) | Étoile cycliste (jusqu'en 1938) |                          |                          |  |  |                                   |                                   |                                   |                                   |                                   |                                   |  |  |  |  |  |  |  |  |  |  |  |  |  |  |
| Boxing Club (jusqu'en 1938) | Boxing Club (jusqu'en 1938) | Boxing Club (jusqu'en 1938) | Boxing Club (jusqu'en 1938) | Boxing Club (jusqu'en 1938) | Boxing Club (jusqu'en 1938) |  |  | Églantine rouge Vierzon-Villages (1935-1938) | Églantine rouge Vierzon-Villages (1935-1938) | Églantine rouge Vierzon-Villages (1935-1938) | Églantine rouge Vierzon-Villages (1935-1938) | Églantine rouge Vierzon-Villages (1935-1938) | Églantine rouge Vierzon-Villages (1935-1938) |  |  | Étoile cycliste (jusqu'en 1938) | Étoile cycliste (jusqu'en 1938) | Étoile cycliste (jusqu'en 1938)       | Étoile cycliste (jusqu'en 1938) | Étoile cycliste (jusqu'en 1938) | Étoile cycliste (jusqu'en 1938) |                          |                          |  |  |                                   |                                   |                                   |                                   |                                   |                                   |  |  |  |  |  |  |  |  |  |  |  |  |  |  |
| |                             |                             |                             |                             |                             |  |  |                                              |                                              |                                              |                                              |                                              |                                              |  |  |                                 |                                 |                                       |                                 |                                 |                                 |                          |                          |  |  |                                   |                                   |                                   |                                   |                                   |                                   |  |  |  |  |  |  |  |  |  |  |  |  |  |  |
| |                             |                             |                             |                             |                             |  |  | Églantine vierzonnaise (1938-2015)           | Églantine vierzonnaise (1938-2015)           | Églantine vierzonnaise (1938-2015)           | Églantine vierzonnaise (1938-2015)           | Églantine vierzonnaise (1938-2015)           | Églantine vierzonnaise (1938-2015)           |  |  |                                 |                                 | CAJO Vierzon (1937-1991)              | CAJO Vierzon (1937-1991)        | CAJO Vierzon (1937-1991)        | CAJO Vierzon (1937-1991)        | CAJO Vierzon (1937-1991) | CAJO Vierzon (1937-1991) |  |  | Étoile portugaise (jusqu'en 1991) | Étoile portugaise (jusqu'en 1991) | Étoile portugaise (jusqu'en 1991) | Étoile portugaise (jusqu'en 1991) | Étoile portugaise (jusqu'en 1991) | Étoile portugaise (jusqu'en 1991) |  |  |  |  |  |  |  |  |  |  |  |  |  |  |
| |                             |                             |                             |                             |                             |  |  | Églantine vierzonnaise (1938-2015)           | Églantine vierzonnaise (1938-2015)           | Églantine vierzonnaise (1938-2015)           | Églantine vierzonnaise (1938-2015)           | Églantine vierzonnaise (1938-2015)           | Églantine vierzonnaise (1938-2015)           |  |  |                                 |                                 | CAJO Vierzon (1937-1991)              | CAJO Vierzon (1937-1991)        | CAJO Vierzon (1937-1991)        | CAJO Vierzon (1937-1991)        | CAJO Vierzon (1937-1991) | CAJO Vierzon (1937-1991) |  |  | Étoile portugaise (jusqu'en 1991) | Étoile portugaise (jusqu'en 1991) | Étoile portugaise (jusqu'en 1991) | Étoile portugaise (jusqu'en 1991) | Étoile portugaise (jusqu'en 1991) | Étoile portugaise (jusqu'en 1991) |  |  |  |  |  |  |  |  |  |  |  |  |  |  |
| |                             |                             |                             |                             |                             |  |  |                                              |                                              |                                              |                                              |                                              |                                              |  |  |                                 |                                 |                                       |                                 |                                 |                                 |                          |                          |  |  |                                   |                                   |                                   |                                   |                                   |                                   |  |  |  |  |  |  |  |  |  |  |  |  |  |  |
| |                             |                             |                             |                             |                             |  |  |                                              |                                              |                                              |                                              |                                              |                                              |  |  |                                 |                                 | FC Vierzon (1991-2001)                | FC Vierzon (1991-2001)          | FC Vierzon (1991-2001)          | FC Vierzon (1991-2001)          | FC Vierzon (1991-2001)   | FC Vierzon (1991-2001)   |  |  | Stade vierzonnais (jusqu'en 2001) | Stade vierzonnais (jusqu'en 2001) | Stade vierzonnais (jusqu'en 2001) | Stade vierzonnais (jusqu'en 2001) | Stade vierzonnais (jusqu'en 2001) | Stade vierzonnais (jusqu'en 2001) |  |  |  |  |  |  |  |  |  |  |  |  |  |  |
| |                             |                             |                             |                             |                             |  |  |                                              |                                              |                                              |                                              |                                              |                                              |  |  |                                 |                                 | FC Vierzon (1991-2001)                | FC Vierzon (1991-2001)          | FC Vierzon (1991-2001)          | FC Vierzon (1991-2001)          | FC Vierzon (1991-2001)   | FC Vierzon (1991-2001)   |  |  | Stade vierzonnais (jusqu'en 2001) | Stade vierzonnais (jusqu'en 2001) | Stade vierzonnais (jusqu'en 2001) | Stade vierzonnais (jusqu'en 2001) | Stade vierzonnais (jusqu'en 2001) | Stade vierzonnais (jusqu'en 2001) |  |  |  |  |  |  |  |  |  |  |  |  |  |  |
| |                             |                             |                             |                             |                             |  |  |                                              |                                              |                                              |                                              |                                              |                                              |  |  |                                 |                                 |                                       |                                 |                                 |                                 |                          |                          |  |  |                                   |                                   |                                   |                                   |                                   |                                   |  |  |  |  |  |  |  |  |  |  |  |  |  |  |
| |                             |                             |                             |                             |                             |  |  |                                              |                                              |                                              |                                              |                                              |                                              |  |  |                                 |                                 | Vierzon Foot 18 (2001-2015) N° 549387 |                                 |                                 |                                 |                          |                          |  |  |                                   |                                   |                                   |                                   |                                   |                                   |  |  |  |  |  |  |  |  |  |  |  |  |  |  |
| |                             |                             |                             |                             |                             |  |  |                                              |                                              |                                              |                                              |                                              |                                              |  |  |                                 |                                 |                                       |                                 |                                 |                                 |                          |                          |  |  |                                   |                                   |                                   |                                   |                                   |                                   |  |  |  |  |  |  |  |  |  |  |  |  |  |  |
| |                             |                             |                             |                             |                             |  |  |                                              |                                              |                                              |                                              |                                              |                                              |  |  |                                 |                                 |                                       |                                 |                                 |                                 |                          |                          |  |  |                                   |                                   |                                   |                                   |                                   |                                   |  |  |  |  |  |  |  |  |  |  |  |  |  |  |
| |                             |                             |                             |                             |                             |  |  |                                              |                                              |                                              |                                              | Vierzon FC (depuis 2015) N° 581331           |                                              |  |  |                                 |                                 |                                       |                                 |                                 |                                 |                          |                          |  |  |                                   |                                   |                                   |                                   |                                   |                                   |  |  |  |  |  |  |  |  |  |  |  |  |  |  |

### Historiques des logos

Églantine Vierzon (1935-2015)
Vierzon Foot 18 (2001-2015)
Vierzon FC (depuis 2015)

### Couleurs des maillots
En 1987, l'Églantine vierzonnaise devient omnisports aux couleurs rouge et jaune. Les couleurs officielles du Vierzon Foot 18 sont le bleu, le blanc et le rouge.
Lors de la fusion, les couleurs rouge et blanche sont choisies pour le Vierzon Football Club.
|  | Églantine vierzonnaise |  | Vierzon Foot 18 |  | Vierzon FC · (depuis 2015) |

## Personnalités du club

### Présidents
Albert Thévenot commence son parcours sportif à Vierzon. Il intègre l'Églantine à sa création en 1935 comme footballeur FST et athlète. De retour de la Seconde Guerre mondiale, il s'engage à pérenniser le club, d'abord en tant que joueur puis éducateur et dirigeant. En tant que cheminot, il participe à la fondation du LocoSport, club de cyclisme local. Il se consacre aussi à la promotion des activités sportives de sa ville en osmose avec la FSGT dont il est délégué du Comité du Berry, puis président du Comité du Cher, jusqu'à son décès. Pour son action en faveur du sport, il reçoit diverses récompenses des différentes instances sportives, ainsi que de la Société à l'encouragement au dévouement. Jusqu'à son décès le 10 février 1986, il reste en activité. Son nom est ensuite donné au stade du Verdin à Vierzon.
Le père d'Olivier Chavanon est président de l'Églantine dans les années 1980.
Thierry Pronko dirige le FC Vierzon puis le Vierzon Foot de 1993 à 2007. Monté en CFA 2, le nouveau club voit son président démissionner en cours de saison 2006-2007, avant la relégation en DH.
En 2007, Rached Aït Slimane devient président de l'Églantine vierzonnaise. Son passage est synonyme de réussites sportives avec l'accession de PL à DH et le sacre de deux coupes du Cher.
Jacques Roux est d'abord joueur au CAJO Vierzon à partir des années 1960. Il y vit ensuite les deux fusions (avec l'Étoile portugaise en 1991 puis avec le Stade vierzonnais en 2001). Roux devient président et voit, début 2013, la possibilité d'un rapprochement avec la montée de l'Églantine en DH, pour former un plus gros club. En fin de saison 2013-2014, Jacques Roux démissionne de son poste, étant devenu contre le projet du fusion, et la décision de la municipalité de partager les créneaux d'entraînement et de compétition au stade Brouhot. Mounire Lyame, pro-fusion, est élu à présidence par le nouveau comité directeur. L’attaché parlementaire de Nicolas Sansu devient le quatrième président de l’histoire du VF.
En 2015, lors de la fusion donnant le Vierzon Football club, Thierry Pronko est élu président. Il est déjà connu, ayant tenu ce rôle au Vierzon Foot 18 pendant douze ans puis dans le club voisin du Bourges 18 de 2010 à 2013. Début 2024, Marvin Sampson remplace Thierry Pronko à la présidence du club.
| Présidents des entités précédentes | Présidents des entités précédentes | Présidents des entités précédentes | Présidents des entités précédentes |
| Période                            | Stade vierzonnais                  | FC Vierzon                         | Églantine vierzonnaise             |
| ---------------------------------- | ---------------------------------- | ---------------------------------- | ---------------------------------- |
| ...                                |                                    |                                    | Albert Thévenot                    |
| ...                                |                                    |                                    | Chavanon                           |
| ...                                |                                    |                                    | J-J Huet                           |
| 1993-2001                          |                                    | Thierry Pronko                     |                                    |
| -                                  | Vierzon Foot 18                    | Vierzon Foot 18                    |                                    |
| 2001-2007                          | Thierry Pronko                     | Thierry Pronko                     |                                    |
| 2007-?                             | Patrick André                      | Patrick André                      | Rached Aït Slimane                 |
| ?-2014                             | Jacques Roux                       | Jacques Roux                       | Rached Aït Slimane                 |
| 2014-2015                          | Mounire Lyame                      | Mounire Lyame                      | Rached Aït Slimane                 |

### Entraîneurs
| # | Nom           | Période   |
| - | ------------- | --------- |
| 1 | Sener Atila   | 2015-2016 |
| 2 | Igor Dumon    | 2016-2017 |
| 3 | Davy Merabti  | 2017-2024 |
| 4 | Romain Dupuis | 2024-     |

Dans les années 1970, Christian Teinturier est entraîneur du Stade vierzonnais. Il devient ensuite directeur technique régional de la Ligue du Centre de football (1982-1988) avant d'en tenir la présidence durant vingt ans (1992-2012).
Mohamed Farhan est un entraîneur reconnu sur la ville de Vierzon. Ancien joueur du FC Bourges, il prend d'abord les commandes du Vierzon Foot (1998-2007), menant le club de PH (3e division régionale) en CFA 2, puis de l'Églantine de Vierzon (2007-2015), passée en quelques années de la PL à la DH (4e à 1re division régionale), avant de devenir directeur technique de la nouvelle structure vierzonnaise, le VFC.
Lui aussi ancien joueur de Bourges qu'il fait monter en Division 2, Franck Sanson, oncle de Morgan, devient entraîneur-joueur du Stade Vierzonnais en 1999, en Promotion d'honneur, et jusqu'à la fusion avec le FC Vierzon en 2001. À partir 2007, il dirige le Vierzon Foot 18. Dès sa première saison, le club est champion régional et monte en CFA 2. Mais, malgré un 8e tour de Coupe de France 2010-2011, l'équipe se porte mal en cinquième division et Sanson est écarté. Il lance alors une procédure et demande réparation pour licenciement abusif.
D’avril 2011 à juillet 2013, Fabien Croze entraîne le Vierzon Foot 18. Il maintient l'équipe en CFA 2 durant les quelques mois qui lui reste de la première saison, mais ne peut empêcher la relégation lors de l'exercice suivant. Il quitte le club après une sixième place en DH Centre 2012-2013. Arrivé en tant que joueur à Vierzon en 1998, Sener Atila reste fidèle au VF18, avec qui il vit deux accessions en CFA 2, en 2005 et 2010. Après avoir longtemps porté le brassard de capitaine, il prend en charge l'équipe réserve (DHR) en 2012-2013 avant de prendre la suite de Fabien Croze.
Lors de la fusion de 2015 donnant le Vierzon FC, Mohamed Farhan, ex-entraîneur de l’Églantine, est investi des fonctions de directeur sportif, et Sener Atila, entraîneur du VF, reste sur le banc de la nouvelle équipe de Division d'Honneur, dont l’objectif est de retrouver le CFA 2 (5e division) sous trois ans. Le trio Pronko (président)-Farhan-Atila se connaît déjà bien puisqu'il évolue ensemble avec le VF18 entre 2000 et 2006. À l'époque, Pronko est déjà président, Farhan entraîneur et Atila capitaine. Mi-août 2016, Atila démissionne de son poste. Malgré de bons résultats, des tensions internes ont raison de son poste.
Joueur au club durant toute sa carrière, Igor Dumon prend sa retraite des terrains et le remplace sur le banc. Ayant vécu les heures de gloire (deux accessions en CFA2, un titre de champion du Centre, des succès en Coupe du Cher), comme les grandes désillusions (deux relégations en DH), Dumon fait partie intégrante du paysage footballistique vierzonnais. Éducateur auprès des équipes jeunes depuis ses 18 ans, Igor est alors responsable de l'école de football du VFC, après avoir entraîné l'équipe réserve du VF18 en 2014-2015. Alors que Sener Atila puis Igor Dumon ne tiennent qu’une saison sur le banc vierzonnais, Davy Merabti, arrivé en 2017, est le premier entraîneur à enchaîner une seconde saison dans le jeune club.
| Entraîneurs des entités précédentes | Entraîneurs des entités précédentes | Entraîneurs des entités précédentes | Entraîneurs des entités précédentes |
| Période                             | Stade vierzonnais                   | FC Vierzon                          | Églantine vierzonnaise              |
| ----------------------------------- | ----------------------------------- | ----------------------------------- | ----------------------------------- |
| Années 1970                         | Christian Teinturier                | -                                   | ?                                   |
| 1984-?                              | ?                                   |                                     | Pierre Gousailles                   |
| 1988-1990                           | Éric Bedouet                        |                                     |                                     |
| 1990-1993                           |                                     | Éric Bedouet                        |                                     |
| 1993-1998                           | ?                                   | ?                                   | ?                                   |
| 1998-1999                           | ?                                   | Mohamed Farhan                      | ?                                   |
| 1999-2001                           | Franck Sanson                       | Mohamed Farhan                      | ?                                   |
| -                                   | Vierzon Foot 18                     | Vierzon Foot 18                     | ?                                   |
| 2001-2007                           | Mohamed Farhan                      | Mohamed Farhan                      | ?                                   |
| 2007-2009                           | ?                                   | ?                                   | Mohamed Farhan                      |
| 2009-2011                           | Franck Sanson                       | Franck Sanson                       | Mohamed Farhan                      |
| 2011-2013                           | Fabien Croze                        | Fabien Croze                        | Mohamed Farhan                      |
| 2013-2015                           | Sener Atila                         | Sener Atila                         | Mohamed Farhan                      |

### Joueurs notables
Né à Vierzon, Olivier Chavanon est formé à l'Églantine vierzonnaise. De 1978 à 1984, il est formé au club et observé par plusieurs structures professionnelles. Son père est alors président du club. Il fait carrière notamment chez le voisin du FC Bourges et au Clermont Foot 63.
Le club a connu la présence d'un champion de France du 4 octobre au 5 décembre 2019 en la personne de Wilfried Dalmat.
Espoir du football féminin local, Charlotte Bilbault passe la saison 2004-2005 à l'Églantine vierzonnaise. Elle devient ensuite professionnelle et international française.

## Structure du club

### Stades
En 1987, l'Églantine vierzonnaise évolue au stade du Verdin, désormais stade Albert Thévenot, du nom d'un de ses anciens présidents.
Au début des années 1990, l'éparpillement des installations sportives (Port Arthur, Labras, Thévenot…) apparait comme un frein véritable au projet de fusion entre les deux gros clubs locaux, le Stade vierzonnais et l'Églantine.
Fin 2010, le stade Brouhot et ses deux terrains synthétiques sortent de terre. La structure permet aux équipes fanions de l'Églantine et du Vierzon Foot 18 de disputer leurs matches et de partager les entraînements, tout en accueillant les catégories de jeunes du VF18. Avec les stades Thévenot, Labras et Brouhot, la ville possèdent alors trois enceintes. Brouhot contient environ 1 500 places et subi des rénovations en 2010. Lors de l'élection de Mounire Lyame à la tête du VF18 en 2014, la mairie rappelle que le club reste résident à Brouhot, avec un partage des créneaux.

### Aspect économique
Lors de la saison 2012-2013, le budget du Vierzon F18 est de 460 000 €, revu à la baisse (-100 000 €) avec la relégation de CFA 2 l'été 2012.
Lors de sa prise de fonction au VF18 en 2014, le président Mounire Lyame présente un budget prévisionnel de 342 000 €.
Le premier budget du Vierzon FC s'élève à 590 000 €, gonflé par un prêt de 70 000 euros sur 36 mois. Financièrement, le VFC « souhaite épurer la dette (70 000 €), (...) récupérée des deux clubs, sur trois ans ». Le budget pour les saisons à venir est estimé 470.000 euros, une fois ôtées les aides exceptionnelles pour la fusion.

## Autres équipes

### Équipe réserve
Pour la première saison du VFC, le club confie l'équipe réserve évoluant en DHR (2e division régionale) à un binôme mixte : Vanessa Blaschek et Joël Sausset.

### Section féminine
Six mois après la fondation du VFC, le club compte 33 licenciées, avec une équipe senior et une équipe U15 qui comprend trois joueuses sélectionnées en équipe régionale.

### Section jeune
Lors de la fondation du Vierzon FC, le président déclare : « le but c'est de former des joueurs qui alimenteront nos équipes. On veut développer des principes et une philosophie de jeu homogène à tous les étages du club. On veut parler le même football au Vierzon FC ». L'organigramme des éducateurs est dévoilé, Joël Sausset étant notamment chargé de la pré-formation des U14 à U17, en même temps que de l'équipe réserve. Au terme des six premiers mois d'existence du VFC, trois équipes jeunes connaissent une accessions à la trêve : les U13 et U15 montent en DHR (2e division régionale) et les U12 en DH, élite régional. Cela correspond aux souhaits du président d'« être représenté au plus haut niveau régional dans toutes les catégories ».

## Dans la culture populaire

### Rivalités locales
Le derby entre l'Églantine et le Vierzon Foot 18 est appelé le « Prolétario ». Lors d'un match entre les deux clubs en Division d'honneur, 550 spectateurs viennent y assister, chose rare à ce niveau.
Au niveau du département du Cher, les confrontations contre le Bourges 18 sont aussi suivies. En juin 2009, plus de 550 personnes assistent à la rencontre B18-VF pour l'accession en CFA 2.